# یاشار نوری
یاشار نوری (ترکی آذربایجانی: Yaşar Nuri; ۳ سپتامبر ۱۹۵۱ – ۲۲ نوامبر ۲۰۱۲) بازیگر سینما، تلویزیون و تئاتر جمهوری آذربایجان و عضو تئاتر دولتی آکادمیک درام آذربایجان بود. او در بیش از پنجاه فیلم در دوران شوروی و پس از استقلال جمهوری آذربایجان و همچنین بیش از ۱۰۰ نقش تلویزیونی و صحنه ای ظاهر شد.